# Coenogonium congense
Coenogonium congense är en lavart som beskrevs av C. W. Dodge. Coenogonium congense ingår i släktet Coenogonium och familjen Coenogoniaceae.   Inga underarter finns listade i Catalogue of Life.